# Letteratura galiziano-portoghese
La letteratura galiziano-portoghese medievale è quella scritta in galiziano-portoghese in diverse zone della Penisola Iberica tra i secoli XII e XV e comprende la lirica sacra e profana e differenti tipi di prosa.
Tra i secoli XII e XIV fiorì nell'occidente della Penisola Iberica un movimento poetico in lingua galiziano-portoghese, che rappresenta l'unica forma di poesia scritta in lingua romanza nei regni di Galizia (prima e dopo dell'indipendenza del Portogallo), León e Castiglia. Questa letteratura era scritta in una forma altamente elaborata di galiziano-portoghese, indipendentemente dall'origine dell'autore. Al contrario, la prosa medievale galiziano-portoghese, molto più scarseggiante, è costituita fondamentalmente di traduzioni di opere scritte in altre lingue destinate ad essere lette in Galizia. Tuttavia, a partire dalla fine del XV secolo, le circostanze socio-linguistiche derivate dalle conseguenze sociopolitiche dell'epoca favorirono l'"indipendenza" della lingua portoghese rispetto a quella galiziana e la divisione del sistema letterario galiziano-portoghese, cedendo il passo ai secoli oscuri in Galizia e alla nascita della letteratura portoghese.

## Contesto storico

I tre stamenti: oratores, bellatores e laboratores

Il medioevo era caratterizzato socio-economicamente dal sistema feudale. Dal VII secolo, il feudalesimo divenne la base politica ed economica dell'Europa. Nelle società feudali, il vassallo riceveva terre dal suo signore e restava sotto la sua protezione e autorità, restituendo in cambio una buona parte dei benefici di detta terra al suo proprietario.
Tra il VIII e il XI secolo il sistema feudale viene a consolidarsi grazie al libertà di azione della nobiltà laica e alla sua forza militare, da cui dipendeva il potere giurisdizionale. La Chiesa, d'altro canto, in Galizia era proprietaria della maggior parte delle terre.
Il XII secolo sarà un secolo florido per la Galizia. L'aumento demografico permetterà l'estensione delle attività agricole, con conseguente aumento delle attività commerciali, mentre nei centri urbani i prodotti agricoli venivano barattati con manufatti.
Come conseguenza di ciò, si viene a sviluppare una rinascita urbana e della borghesia, organizzata in gilde (gremios) situati in quartieri o strade, in base all'attività svolta. Le città, al contrario dei nuclei rurali, sono dominio dei re, e non dei signori feudali.
A partire dal XII secolo comincerà inoltre il periodo storico conosciuto come epoca o periodo compostelano, per merito dell'arcivescovo Xelmírez, il quale darà lustro a Santiago di Compostela, sia dal punto di vista economico che culturale. La lirica trobadorica profana, l'arrivo dell'arte romanica mediata da quella francese dell'Ordine di Cluny, il Cammino di Santiago, la composizione del Codex Callixtinus... saranno uno specchio fedele di questo apogeo culturale.
A partire dal XIII secolo, la classe emergente della borghesia comincia a mostrare interesse per l'accesso al potere politico, provocando così "scontri" con la nobiltà laica e religiosa. Ma, a cominciare dalla fine del XIII secolo, l'Europa comincia a vivere una tremenda crisi, che si accentuerà nel XIV. L'impoverimento del sistema feudale, la miseria, la peste, le guerre,... porteranno l'individuo del XIV secolo a sentirsi insignificante, e ciò si rifletterà perfettamente nella prosa religiosa e anonima di questo secolo.

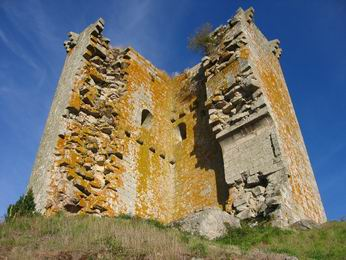
Gli irmandiños distrussero castelli, come quello di Sandiás

Ma la crisi del XIV secolo cede il passo a una graduale ripresa, che culminerà con la crescita economica del XV secolo e la ricerca di nuovi mercati esotici da parte principalmente dei regni del Portogallo e di Castiglia. Per lungo tempo, l'evoluzione della società galiziana seguirà quella del resto del continente europeo. Ma, a partire dalla metà del XV secolo, avremo un forte conflitto sociale e politico, a causa delle rivolte irmandiñas, le quali principalmente si risolvono in un sollevamento antifeudale, dato che tutti i settori coinvolti (contadinanza, borghesia e bassa fidalguía) vedevano la loro economia affogata dal feudalesimo, o avevano un interesse particolare a farne cessare il sistema. Ma la Chiesa e la Corona, che in un primo momento (rispettivamente) appoggiarono o permisero la rivolta, si allearono con i grandi signori, favorendo in tal modo l'immobilità della congiuntura sociopolitica galiziana.
A partire dal 1482, d'altro canto, Isabella I di Castiglia (dopo i suoi successi nelle guerre trastamariste), insieme al suo consorte Ferdinando II d'Aragona, comincerà il così chiamato da Padre Zurita "processo di addomesticamento e castrazione del Regno di Galizia" (Doma y castración del Reino de Galicia), che porterà la Galizia verso una dura sottomissione politica, sprofondandola nei cosiddetti secoli oscuri.

## Lirica

### Idea di originalità
Per poter comprendere la lirica medievale galiziano-portoghese è fondamentale la conoscenza del concetto di "originalità medievale". Se oggi si considera originale un'opera concreta in funzione della sua piena innovazione (vale a dire, un'opera è massimamente originale quando il suo autore è in grado di creare molti elementi nuovi), nel Medioevo succedeva che si aveva l'originalità nel momento in cui un autore era capace di realizzare una composizione completamente nuova introducendo piccole variazioni rispetto alla tradizione precedente.
Per questo motivo, in base al punto di vista attuale, può risultare monotona la lettura della lirica medievale galiziano-portoghese (soprattutto per quanto concerne le cantigas de amor), ma bisogna prendere in considerazione la prospettiva storica e il fatto che la repetitio et variatio (ripetizione e variazione) in epoca medievale rappresentava la migliore prova di originalità.

### Profana

#### Contesto storico

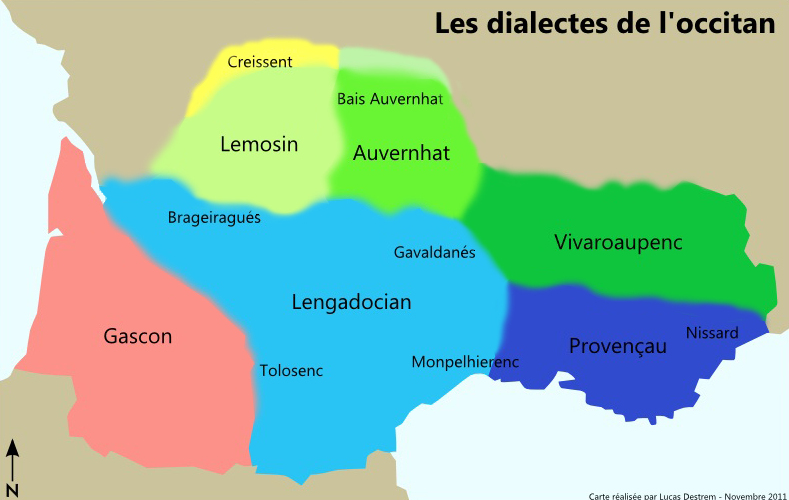
Dialetti dell'occitano

Una lirica profana galiziano-portoghese sorge successivamente alla lirica trobadorica provenzale, scritta quest'ultima in lingua occitana. Ma tale lirica non è mai andata perduta (come è successo per quella galiziano-portoghese), per cui, per molto si tendeva a dire che la lirica trobadorica galiziano-portoghese non fosse stata altra che una semplice imitazione di quella provenzale. Senza annoverare gli argomenti letterari che confutano questa ipotesi, il contesto storico dell'epoca fa pensare che la mimesi assoluta della lirica galiziano-portoghese con quella provenzale sia stata in realtà più che ardua. Il fatto precipuo è che nella penisola iberica del periodo medievale, i principali trasmettitori di idee (in questo caso, letterarie) erano gli xograres (menetrelli, giullari), i quali non avrebbero potuto riprodurre in loco in modo autonomo una letteratura così complessa come quella trobadorica trans-pirenaica, soprattutto tenendo conto dei mezzi di trasporto e di comunicazione del tempo.
D'altra in quest'epoca, la lirica trobadorica sorse a causa del surplus economico e della pace raggiunta. Grazie a queste circostanze, i signori feudali della Compostela del XII secolo non erano obbligati a organizzare tornei [agoni letterari e musicali] al fine di formarsi, ma potevano benissimo vivere circondati dal lusso e dedicarsi allo studio delle lettere.
Ha influito inoltre nello sviluppo della lirica trobadorica galiziana il fatto che a un certo punto si trovassero ad operare nella stessa corte trovatori galiziani e provenzali, a causa di circostanze sociopolitiche dell'epoca (l'esilio in Castiglia dei poeti occitani in seguito alle aspre lotte che vedevano coinvolti i catari e le fazioni avverse). Comunque sia, i galiziani non copiarono dagli occitani, ma adattarono determinati elementi alla loro particolare idiosincrasia [socio-storico-culturale].

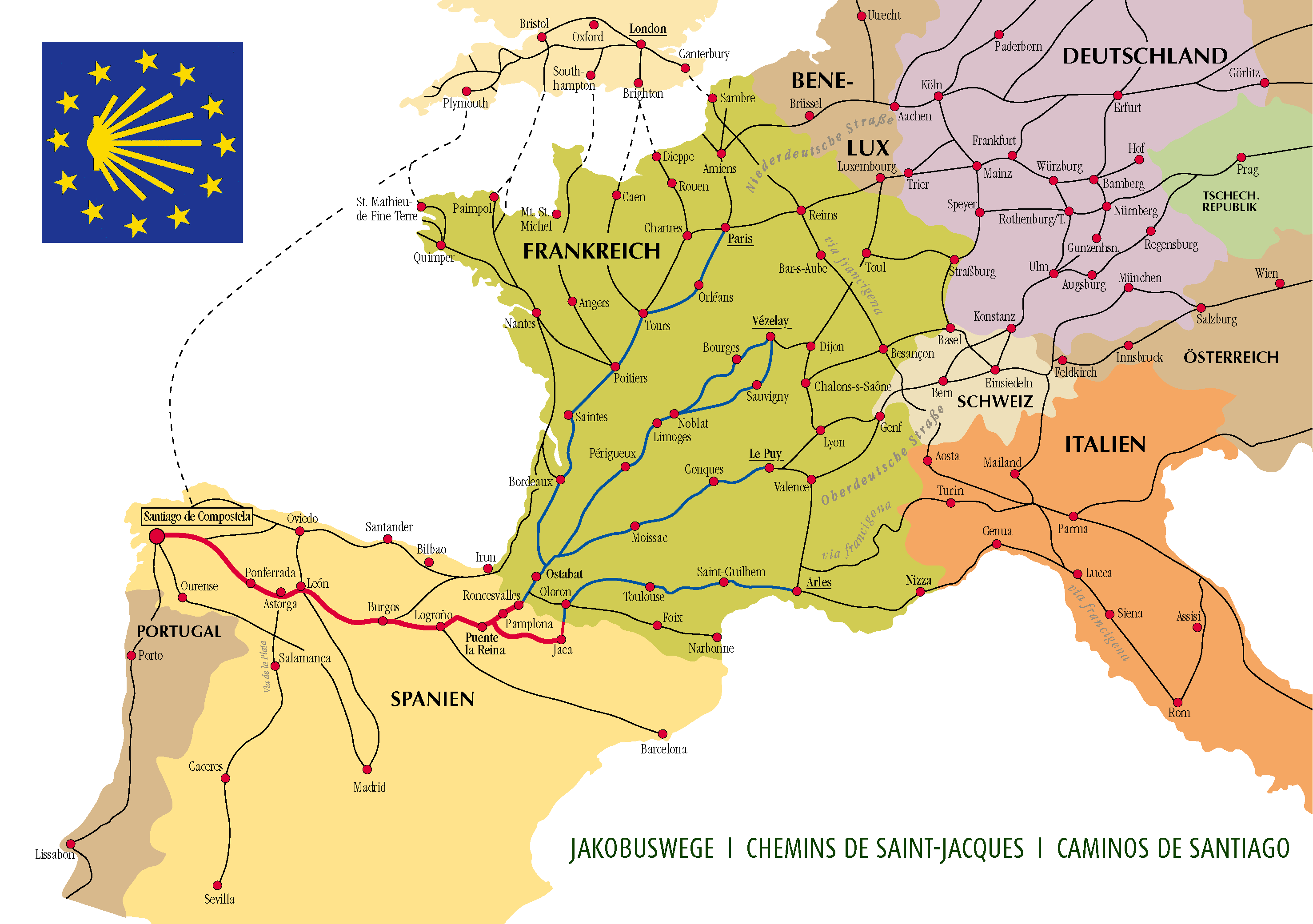
Il cammino di Santiago favorì l'arrivo della poesia lirica provenzale

La lirica profana trovadorica si sviluppa nelle corti, e l'unica corte esistente in Galizia nel XII secolo si trovava a Santiago di Compostela. La corte compostelana non aveva niente a che vedere con le raffinate corti occitane, ma la città compostelana diventerà il centro di pellegrinaggio di tutta Europa, favorendo in tal modo l'arrivo alla corte di innovazioni poetiche, le quali verranno a combinarsi con la tradizione galiziana.
Tuttavia, bisogna sottolineare che la così tradizionalmente chiamata "corte de León" non era propriamente una corte galiziana. E gli storici attuali - tale è il caso, tra gli altri, di Xosé Ramón Pena - non mancano mai di porre in rilievo nei loro studi provenzali il fatto che si parla dei re leonesi come "monarcas dos galegos"; vale a dire, una corte di León era, in realtà, una corte galiziano-leonese, per cui la convergenza tra i trovatori occitani e quegli autori che pretendevano condurre un movimento simile in Galizia si vengono a trovare in uno spazio singolare. Inoltre, alla corte regia leonese bisogna sommarvi, in questo processo, le corti dei signori feudali galiziani e portoghesi interessati alla propagazione di una forma letteraria, o socio-letteraria, che venisse a quadrare perfettamente con il loro progetto sociale e i loro interessi culturali.

#### Stadi
In realtà, è difficile conoscere il momento in cui inizia la lirica trovadorica galiziano-portoghese. Attualmente si considera il limite ad quo (anteriore) della lirica trobadorica galiziana contrassegnato dalla comparsa della cantiga Ora faz host'o senhor de Navarra, di Johan Soarez de Pávia. Altri studiosi, tuttavia, considerano che la prima cantiga galiziano-portoghese sia Ai eu, coitada como vivo en gran cuidado, attribuita al re Sancho I del Portogallo; e altri ancora credono che la composizione più antica sia l'anonima Cantiga de Guarvaia. Tutte queste composizioni, sono datate all'ultimo terzo del XII secolo e tutti e tre questi testi dimostrano di appartenere a una tradizione già consolidata, per cui deve per forza esistere una tradizione lirica anteriore.
Per quanto riguarda il limite ante quem, alcuni ricercatori lo situano nel 1350, anno della pubblicazione del testamento dell'ultimo mecenate della lirica galiziano-portoghese, il Conte di Barcelos. Altri studiosi, tuttavia, decidono di segnare il punto finale di questa letteratura al 1354, anno della morte del Conte di Barcelos. Ad ogni modo, dobbiamo tener presente che una tradizione lirica non svanisce dall'oggi al domani, ma gradualmente.
Per quanto concerne la periodizzazione degli autori, lo studioso italiano Giuseppe Tavani stabilisce la seguente classificazione:
- Generazione storica: dalle origini della lirica galiziano-portoghese fino al 1217, anno in cui sale al trono di Castiglia Ferdinando III. Appartengono a questo stadio Meendinho, Johan Soarez de Pávia, Nuno Eanes Cerzeo, Gil Sanchez, Garcia Mendiz de Eixo, Johan Soairez Somesso, Vasco Fernandez Praga, Estevan Perez Froian, Roi Gomez de Briteiros, i tre fratelli della famiglia galiziana dei Marinho, Martin Eanes, Pero Eanes e Osoiro Eanes e Nuno Fernandez de Mirapeixe, Pero Velho e Pai Soarez de Taveirós. Tavani vi aggiunge, anche se con riserve, altri due autori: Pero Martins e Abril Pérez.

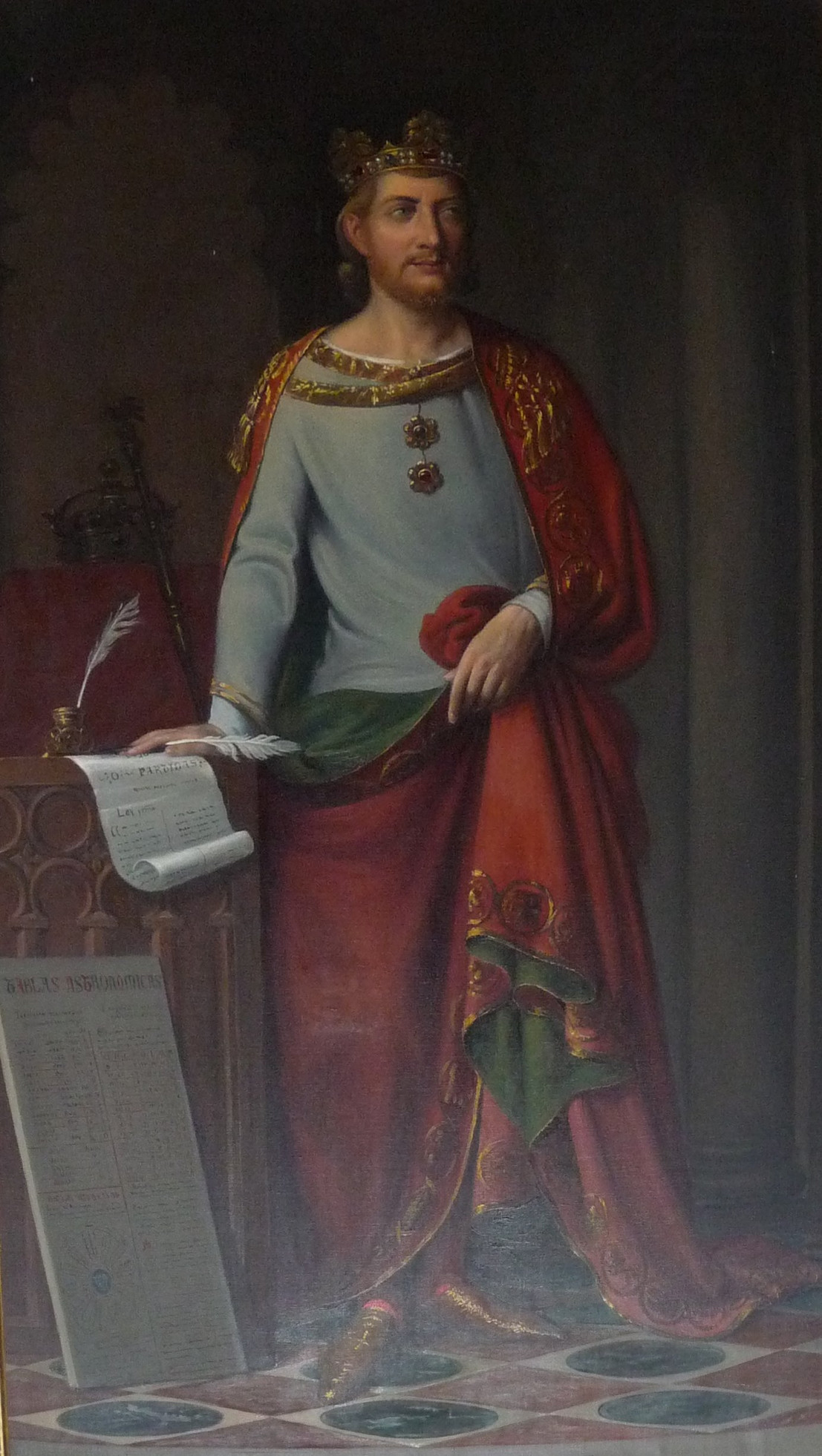
Alfonso X appartiene alla generazione intermedia

- Generazione intermedia: durante i regni di Ferdinando III (1217-1252) e Alfonso X (1252-1284) in Castiglia e di Sancho II (1222-1243) e Alfonso III (1243-1279) in Portogallo.

Appartengono a questo stadio Lopo Liãns, Lopo, Pero Gomez Barroso, Garcia Soares, Martin Soarez, Johan Airas, Men Rodriguiz Tenoiro, Pedro Amigo de Sevilha, Gonçalo Eanes do Vinhal, Gómez García, Picandon, Garcia Martinz, Airas Peres Vuitoron, Diego Pezelho, Vasco Gil, Gil Perez Conde, Afonso Mendez de Besteiros, Afonso Lopez de Baian, Gonçalo Garcia, Men Rodrigues de Briteiros, Fernan Fernandez de Cogominho, Johan Lobeira, Fernan Garcia Esgaravunha, Fernan Velho, Johan Perez de Avoin, Johan Soarez Coelho, Alfonso X, Paio Gómez Charinho, Martín Codax, Pero da Ponte e Johan Garcia de Guilhade. Tavani aggiunge un elenco si autori che hanno partecipato a diverse polemiche letterarie: Garcia Perez, Johan Baveca, Johan Vasquiz de Talaveira, Pero Garcia Burgalês, Pero Garcia de Ambroa, Pero Mafaldo, Vasco Perez Pardal, Estevan Faian, Martin Moxa, Lourenço, Bernal de Bonaval, Roi Queimado, Pero Larouco, Juião Bolseiro, Pero de Armea, Johan Romeu, Afonso Eanes do Coton, Roi Paez de Ribela, Fernan Soares de Quinhones, Johan Servando e Rodrigo Eanes Redondo.

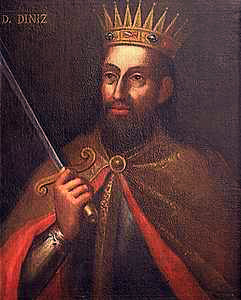
Dionigi, re del Portogallo

- Corte poetica di Dionigi del Portogallo: durante il regno di questo monarca portoghese (1279-1324). Appartengono a questa generazione Dionigi I, Johan Mendiz de Briteiros, Johan Velho de Pedrogaez, Martin Perez Alvin, Fernan Rodriguez Redondo, Afonso Sanchez, Estevan da Guarda, Vasco Martinz de Resende, Estevan Coelho, Johan de Gaia, Estevan Reimondo, Roi Martinz do Casal, Josep e Pietro del Portogallo. Giuseppe Tavani considera che sarebbero stati attivi alla corte di Dionigi I i seguenti poeti: Johan Zorro, Estevan Fernandiz, Estevan Travanca, Martin de Pedrozelos, Nuno Perez Sandeu, Pae Calvo, Pero Goterrez e Pero Mendiz da Fonseca.
- Epigoni: sono gli autori posteriori ad Alfonso X e a Dionigi I. Dopo la morte di Alfonso X e la salita al trono di Sancho IV, l'attività poetica alla corte di Castiglia decade. In questo periodo, se si escludono i trovatori della generazione precedente, non viene documentata la presenza di molti poeti in questa corte, tra i quali Airas Nunes, Fernando Esquío, Fernan do Lago (anche se forse andrebbe identificato con quella anteriore) e Fernan Paez de Talamancos sono i grandi autori di questo periodo. Potrebbero tuttavia essere stati attivi in questa corte Galisteu Fernandiz e Golparro. È possibile che nei dintorni di Compostela operasero gli xograres galiziani Johan de Requeixo, Airas Paez e Johan de Cangas, mentre di Martin de Caldas e Martin Campina non si conosce nemmeno la provenienza geografica.

In Portogallo abbiamo uno scenario similare dopo la morte di Dionigi I. Tra alcuni poeti attivi alla corte di Dionigi I, si trovano altri tre nuovi poeti: Johan, Johan Fernandez de Ardeleiro e Vidal.

#### Trasmissione

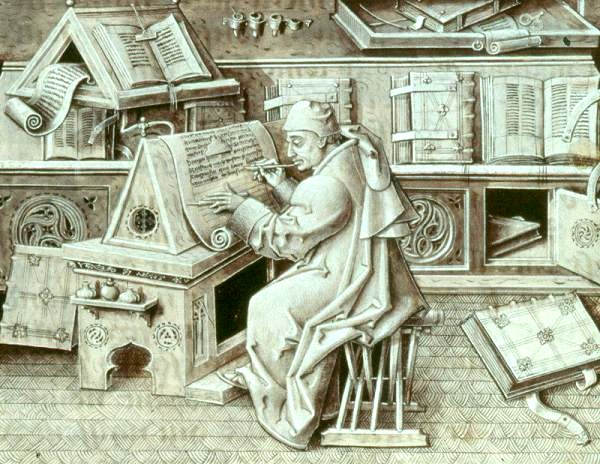
Nel medioevo i libri venivano copiati dai chierici nello scriptorium

Attualmente, si conoscono solo tre codici contenenti composizioni della lirica medievale galiziano-portoghese. Essi sono:
- Cancioneiro de Ajuda (A): si tratta del più antico codice che si conosca, risalente approssimativamente al XIII secolo. Il suo nome si deve al fatto di essere custodito nella biblioteca del Palazzo Reale di Ajuda, a Lisbona. Contiene 310 composizioni su pergamena, scritte da una sola mano a lettere gotiche. Il canzoniere è carente di notazione musicale, e molte delle sue miniature sono state copiate.

- Cancioneiro da Biblioteca Nacional/ Canzoniere Colocci-Brancutti (B): il suo nome si deve al fatto di essere custodito nella Biblioteca Nazionale di Lisbona. Venne copiato, da un altro codice oggi perduto, su ordinazione dell'umanista genovese Angelo Colocci verso la fine fine del XV secolo. È un manoscritto copiato da varie mani composto da 1560 testi.

- Cancioneiro da Vaticana (V): il suo nome è dovuto al fatto di essere custodito alla Biblioteca Vaticana, Roma. Composto da 228 fogli, questo codice fu copiato su ordine di Angelo Colocci, da un canzoniere oggi perduto. Entrambi i due apografi italiani sarebbero stati destinati come regalo a papa Leone X, intenzione questa non andata in porto a causa dell'invasione di Genova da parte delle truppe aragonesi. L'imminenza dell'arrivo dell'esercito aragonese fece sì che i manoscritti B e V risultassero irregolari nella scrittura e zeppi di errori.

Oltre a questi tre canzonieri, abbiamo altre attestazioni in merito a raccolte di componimenti della lirica medievale galiziano-portoghese. Esse sono:

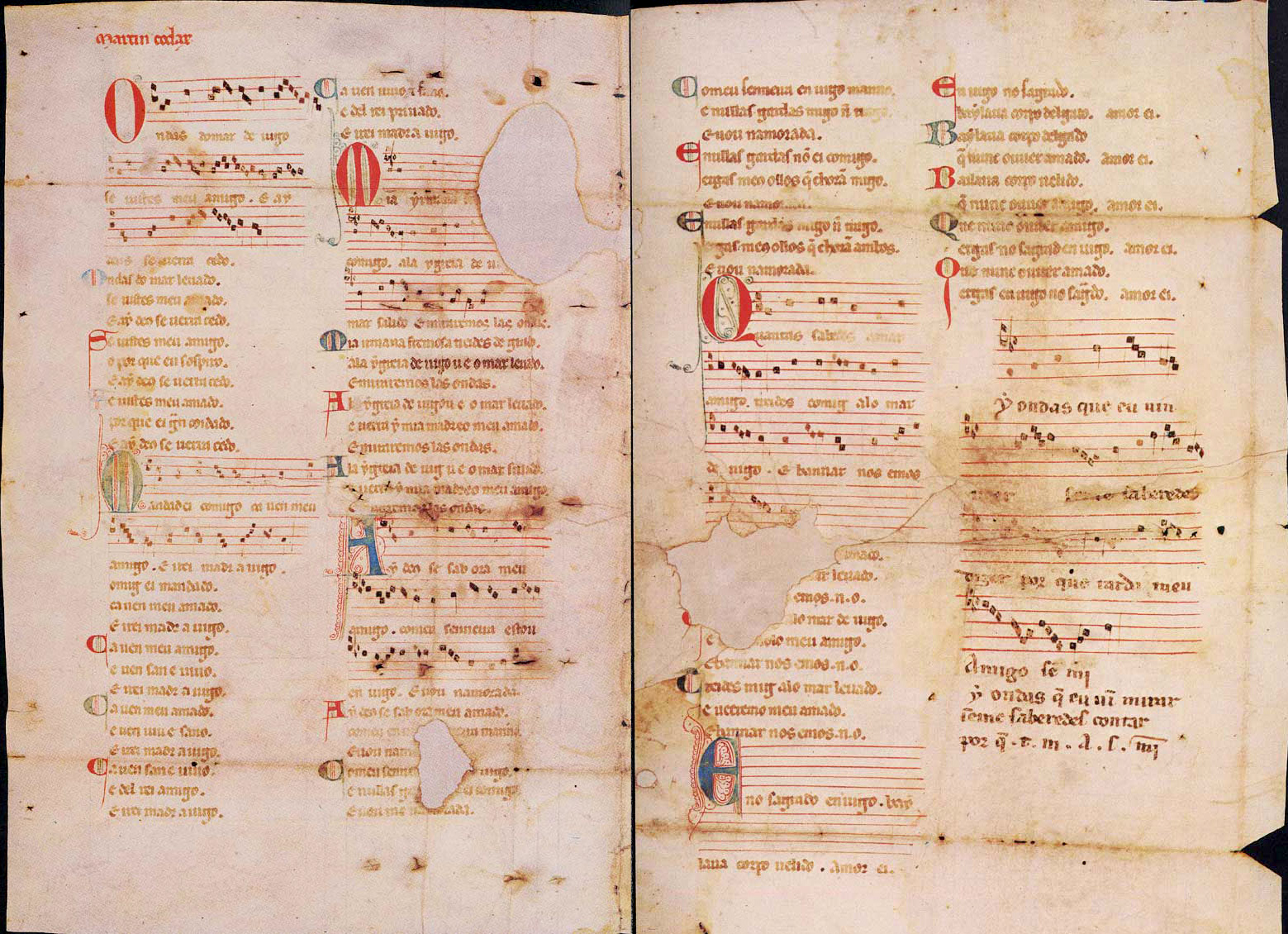
La pergamena Vindel

- Pergamena Vindel: si tratta di una pergamena scritta verso la fine del XIII secolo, in lettere gotico-francesi, con notazione musicale e in cui si conservano le sette cantigas de amigo di Martín Codax. Il nome Vindel alla pergamena venne dato in onore del suo scopritore, il bibliotecario Pedro Vindel.

- Frammento Sharrer: si tratta di un frammento, scoperto da Harvey Leo Sharrer, di un canzoniere oggi perduto (datato al XIII secolo) in cui si conservano sette cantigas de amor del re lusitano Dionigi I, comprensive di notazione musicale.

- Canzoniere di Berkeley: si tratta di un manoscritto redatto verso la fine del XVI e inizi del XVII secolo, conservato all'Università di Berkeley e viene ad essere una specie di "doppione" del Cancioneiro da Vaticana, tanto più che qualche interpretazione concreta sembra suggerire una vita autonoma di questo codice le cui letture, ad ogni modo, risultano interessanti per completare quelle del suo "fratello" vaticano.
- Vª: è un manoscritto, conservato nella Biblioteca Vaticana, e in cui si trovano cinque lais di Bretagna galiziano-portoghesi.

#### Lacantiga de amigo

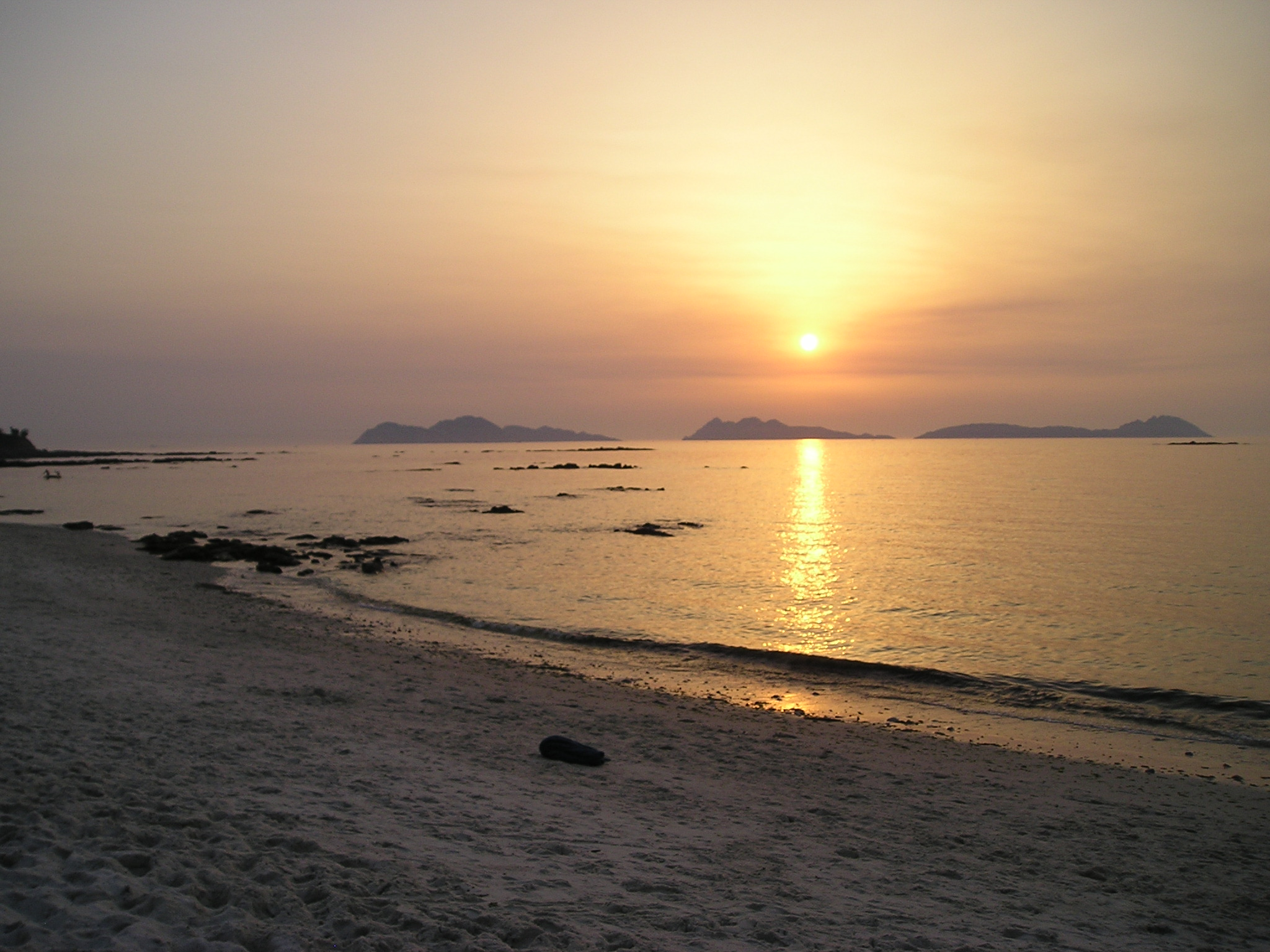
Il mare di Vigo, protagonista nelle cantigas de amigo di Martín Codax

Secondo l'Arte de Trovar, le cantigas de amigo sono quelle "movidas a razón dela". Si tratta, quindi, di composizioni che hanno per tema l'amore e con voce lirica (narrante e/o cantante) femminile (vale a dire, poste in bocca a una donna), anche se questi testi sono sempre elaborati da uomini.
Le cantigas de amigo sono il genere più autoctono della lirica profana galiziano-portoghese, la cui base ha radici nella lirica popolare, ma create artisticamente a corte, in base a rigorosi criteri formali.
Ramón Menéndez Pidal, studioso dedito allo studio della letteratura ispanica, per motivi ideologico-politici, voleva imparentare le cantigas de amigo con le karaghat mozarabiche, ma in realtà queste due manifestazioni medievali hanno pochi tratti in comune, tranne il fatto che entrambe trattono del soggetto lirico femminile. In base agli studi effettuati da Menéndez Pidal, si è creato l'equivoco, ancora persistente in molti manuali di letteratura spagnola, che mette in relazione le cantigas de amigo con le karaghat.

#### Lacantiga de amor
E se nell'Arte de Trovar si affermava che le cantigas de amigo erano "movidas a razón dela", appare anche allo stesso modo che le cantigas de amor sono quelle "movidas a razón dele". Pertanto, sono di tematica amorosa che hanno un soggetto lirico maschile, che cantano le virtù di una donna ideale (la senhor), alla quale deve fedeltà. Le cantigas de amor sono di ispirazione provenzale.

#### Cantigassatiriche (diescarnho e mal dizer)
Secondo la già citata Arte de Trovar, possiamo dire che le cantigas de escarnho sono quelle in cui il poeta "parla male di qualcuno con parole velate, non esplicite", mentre quelle di mal dizer lo fanno in modo aperto, senza mezzi termini. La differenza tra le due consiste, dunque, nell'utilizzo o non utilizzo della figura retorica della aequivocatio (la quale consiste nel nascondere i significati nascosti).
La presa in giro "coperta" o "scoperta" era molto importante nel contesto medievale, dato che le composizioni venivano lette e/o cantate in pubblico e in molte occasioni - si presume - davanti alla persona vittima della beffa.

#### Generi minori
Secondo Giuseppe Tavani, sono quei generi della lirica galiziano-portoghese di scarsa cultura e che, per di più, non subirono nessun tipo di mutazione o contaminazione nel passaggio dalla lirica provenzale a quella galiziana. Tra questi si possono citare i seguenti:

##### Cantiga de seguir
È così chiamata la cantiga realizzata a partire da una composizione anteriore, di cui imita elementi come la rima, o lo schema metrico o la musica. La cantiga de seguir si dà soprattutto nel genere delle cantigas de amigo.

##### Tenzón

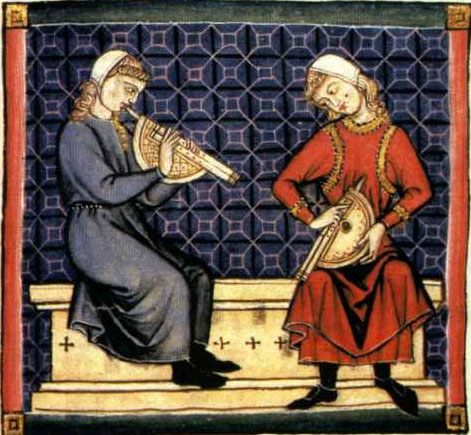
Nella tenzón due autori si sfidano su qualsiasi argomento

Si tratta di un gioco poetico, di una composizione dialogata, scritta in cooperazione da due autori, nella quale i poeti discutono e si confrontano su di un tema prestabilito. La tenzón galiziano-portoghese trae origine dal partiment occitano.

##### Pranto
Composizione elegiaca (di ispirazione occitana), nella quale si canta il lamento per la morte di un personaggio rinomato.

##### Sirventésmorale
Anche se viene incluso nel genere delle cantigas de escarnho e mal dizer, questa modalità poetica nell'ambito della lirica galiziano-portoghese meriterebbe una trattazione a parte.

#### Generi contaminati
Secondo Giuseppe Tavani, sono quei generi della lirica galiziano-portoghese non colta, che soffrirono di un qualche tipo di mutazione o contaminazione nel loro passaggio dalla lirica provenzale a quella galiziana.

##### Alva(alba)
Considerata un tipo di cantiga de amigo, venne catalogata da Giuseppe Tavani (la cui opera abbiamo seguito nella realizzazione di questa sezione e di quella precedente) come uno dei generi contaminati.
Si tratta di composizioni (di composizione, nel caso galiziano-portoghese) in cui gli amanti esprimono la loro disillusione per l'arrivo dell'alba, allorché gli innamorati dovranno separarsi.

##### Pastorela
La pastorela è un genere di origine trans-pirenaica che ebbe una grande consenso in ambito francese e provenzale, per cui continuò a mantenerlo fino al Rinascimento.
Sono composizioni nelle quali un personaggio maschile di alta classe sociale fa una "dichiarazione d'amore" a una ragazza di umili condizioni e di origine rurale (una pastora). Si pensava che l'origine sociale e rurale della ragazza avessero dato il nome al genere (vale a dire, che le pastorelas sono così chiamate poiché hanno per protagonista una pastora), ma oggigiorno gli studiosi della letteratura medievale ne dubitano, dato che pastor nel medioevo poteva significare anche "giovane" (muller nova).

##### Lai(olai de Bretaña)
Son cinque testi trasmessi a noi dal Cancioneiro da Biblioteca Nacional de Lisboa come "lais de Bretaña", che traducono liberamente in galiziano-portoghese le poesie francesi incluse nel livro de Tristan.
Si tratta di composizioni amorose, che traggono origine dalla materia di Bretagna i cui personaggi protagonisti appartengono al ciclo arturiano.

##### Descordo
Composizione basata sul descort occitano, caratterizzato dall'alternanza, apparentemente senza senso (da qui il nome), di schemi metrici e rimici. Le strofe della poesia possono avere un numero di versi variabili e i versi al loro volta un numero di sillabe variabile.

### Religiosa

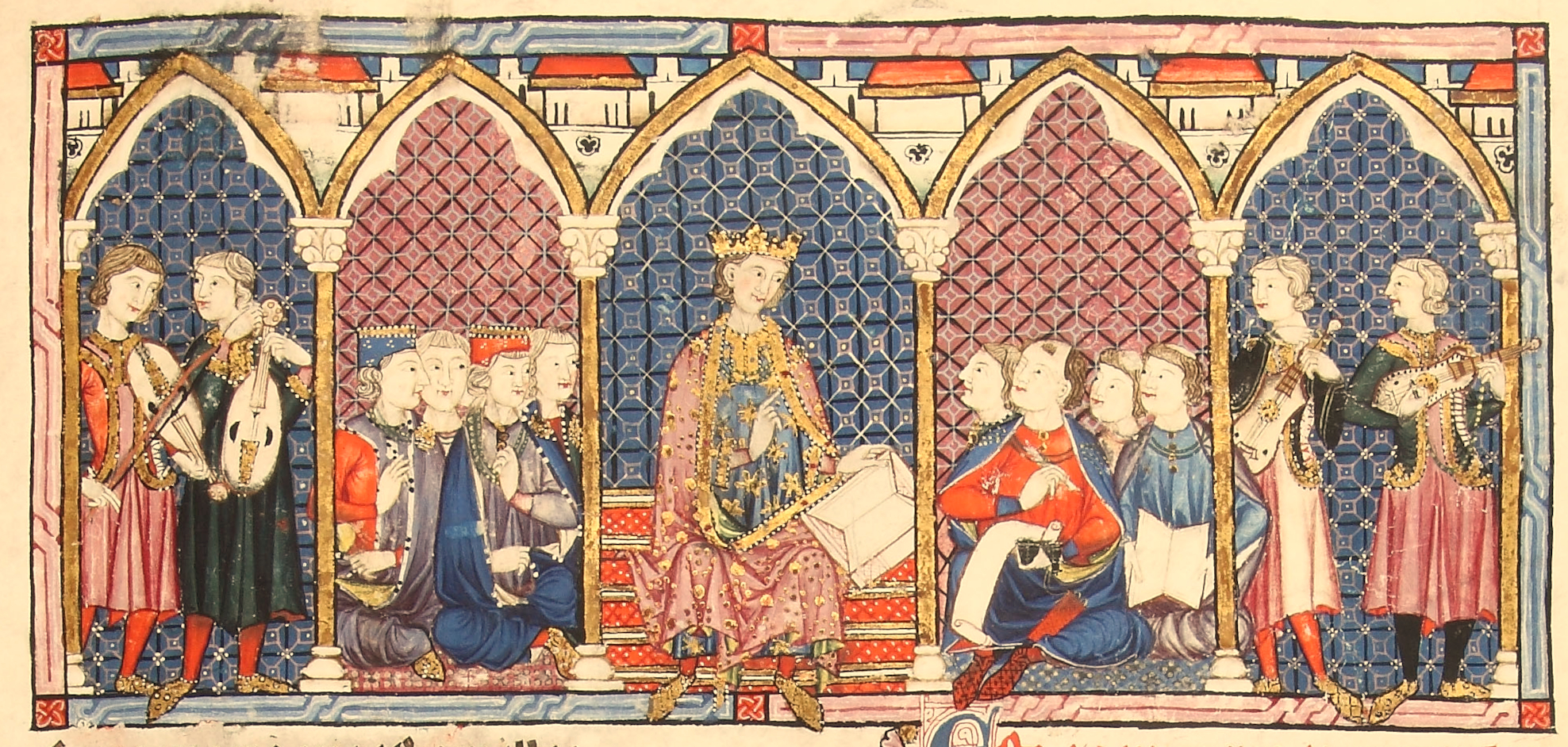
Illustrazione delle Cantigas de Santa Maria

Ad imitazione della lirica profana amorosa, sorse la lirica religiosa galiziano-portoghese, rappresentata dalle Cantigas de Santa Maria: 427 composizioni composte da Alfonso X, in conseguenza del fervido culto dedicato alla Vergine, soprattutto a partire dall'XI secolo.
L'intenzione creatrice non era altra che quella di ospitare il Papa, con l'obiettivo di convincerlo nel favorire la sede episcopale di Toledo a quella di Santiago di Compostela. Può sembrare paradossale che il re saggio usasse la lingua galiziana per conseguire un obiettivo a sfavore della Galizia, ma bisogna tener in conto che, nel medioevo, la lingua galiziano-portoghese veniva considerata nella maggior parte della penisola iberica quella più adatta per la creazione lirica.
Le Cantigas de Santa María traducono l'amor cortese sul piano religioso. Ma ora il poeta, non giura più fedeltà a una senhor, ma alla Vergine; e se nella cantiga de amor il poeta cantava i pregi della donna ideale, nelle Cantigas de Santa Maria canta in lode alla Vergine Maria.

## Prosa
Convenzionalmente, la prosa medievale galiziana si classifica in tre ambiti generici: agiografia, storiografia, e prosa narrativa. Sebbene in nessuno dei tre casi si tratta di creazione originale in lingua galiziana, bensì di traduzioni o versioni, ciò non significa che ci troviamo davanti a un episodio culturale privo di valore. A un certo numero di studiosi, infatti, il "fulgore" della lirica ha fatto - e fa tuttora - ignorare il valore dei testi in prosa. Tuttavia, nella prospettiva odierna viene proposto un movimento, da parte degli attuali storici, per la rivalorizzazione della prosa medievale galiziana non solo dal punto di vista storico-linguistico, ma anche letterario. E necessario perciò comprendere bene il significato delle parole "traduzione", "versione", "originale" nell'ambito medievale prima di avanzare giudizi di valore sull'eredità galiziana. In questo modo, possiamo osservare che, sebbene non esista confronto con lo spettacolo trobadorico, possiamo comunque contare su una variegata e interessante produzione prosastica in grado di fornire notizie soddisfacenti in merito alla vitalità della lingua e delle su capacità di diffondersi in tutti i campi e non solo in quello lirico.
AgiografiaL'obiettivo della letteratura agiografica è registrare la vita esemplare e i miracoli compiuti dai santi, con lo scopo di glorificarli e proporli come modello di comportamento ai lettori.
Il protagonista della prosa agiografica in lingua galiziana è l'Apostolo Santiago (Giacomo). Il testo fondamentale è i Miracoli di Santiago, versione ridotta del Liber Sancti Iacobi, conservato in un codice frammentario del primo terzo del XV secolo. Per molti storici, si tratta di un vero gioiello (alfaia) della prosa medievale galiziana.

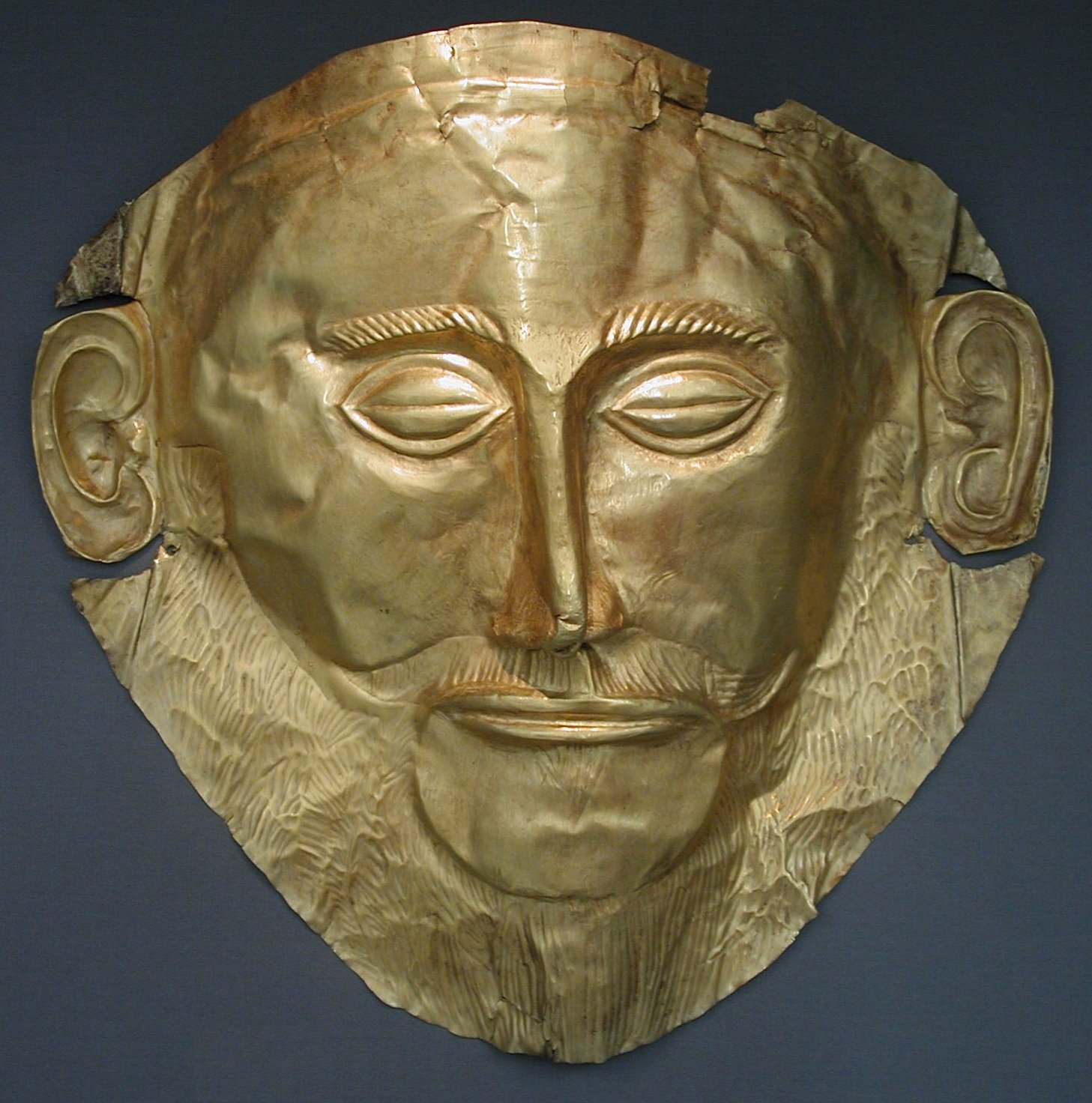
Agamennone è uno dei personaggi della Crónica troiana

Prosa narrativaDerivata dal roman francese nato nella seconda metà del XII secolo, la prosa del romanzo medievale in galiziano ha come principale rappresentante la Crónica troiana, versione in galiziano del Roman de Troie. La versione venne commissionata dal conte Fernán Pérez de Andrade a partire da una traduzione in castigliano e conclusa nel 1373 (si stima, tuttavia, probabile l'esistenza di una versione in galiziano anteriore alla versione castigliana). La Crónica troiana è la prima grande opera "romanzesca" in galiziano dove si narra della distruzione di Troia a partire dai testi classici.
Oltre a questo testo, ci sono vari frammenti e manoscritti sparsi di diverso valore, tra i quali spicca un frammento di un Livro de Tristán (già materia di Bretagna), del terzo quarto del XIV secolo, importante perché si tratta della traduzione di un ciclo testuale di cui non si conserva traccia alcuna nel resto delle letterature peninsulari. Inoltre, si conservano testi, di diverse dimensioni, provenienti dalle tre sequenze - Livro de José de Arimatea, Merlín e Demanda do Santo Graal - in cui è divisa la cosiddetta Vulgata che contiene il ciclo arturiano o materia di Bretagna
StoriografiaGli inizi della storiografia galiziana sono, come è naturale, relazionati ad Alfonso X, che avendo scommesso sul castigliano come lingua di cultura, promosse una traduzione di vari testi scritti in altre lingue peninsulari.
Della fine del XIII secolo è una traduzione in galiziano di una Crónica de Castela, preceduta da una genealogia regale navarrese, conosciuta come Liber Regum e accompagnata da un riassunto del regno di Ferdinando III e successori, e altri testi minori. Il testo che ne risulta è conosciuto come Crónica galega de León e Castela. È uno dei testi in prosa più arcaici che si conoscano ed è alla base di importanti testi portoghesi come la Cronica geral de 1344 e, soprattutto, la Crónica de 1404 (data del suo completamento), uno dei pochi testi in prosa scritti originariamente in galiziano (tuttora conserva nella parte iniziale l'impeto originale in castigliano).
Si conserva inoltre una traduzione incompleta della General Estoria alfonsina e una Crónica de Santa Maria de Iria, traduzione di due fonti latine.